# 大布苏镇
大布苏镇，是中华人民共和国吉林省松原市乾安县下辖的一个行政建制镇。

## 行政区划
大布苏镇下辖以下地区：
大布苏社区、得字村、夙字村、表字村、改字村、及字村、知字村、端字村、建字村、兰字村、莫字村、丛字村、松字村、摄字村、传字村、正字村、叔字村和温字村。